# 斑马玉螺
斑马玉螺（学名：Tanea undulata），又名波形玉螺，是玉螺科玉螺亚科長玉螺属的一种。

## 型態描述
殼高約2公分，殼表密布波浪狀褐色細條紋，臍孔部白色，口蓋外緣有三道凹溝。 

## 分佈
本物種見於台湾北部海域淺海底（新竹縣、南寮、苗栗縣竹南鎮崎頂
）、台南市安平鎮及澎湖，但不常見。也見於南中國海的太平島。
一般栖息在浅海沙底。